# Sang-Hyun Song
Sang-Hyun Song (Gyeonggi-do, 21 december 1941) is een Zuid-Koreaans rechtsgeleerde. Van 2003 tot 2015 was hij als rechter verbonden aan het Internationale Strafhof, sinds 2009 als president.

## Levensloop
Song studeerde rechten aan de Nationale Universiteit van Seoul. Hier behaalde hij in 1963 zijn Bachelor of Laws en in 1964 zijn toelating tot de advocatuur. In 1970 volgde zijn promotie aan de Cornell-universiteit.
In 1972 werd Song benoemd tot hoogleraar aan de Nationale Universiteit van Seoul en bleef hier uiteindelijk aan tot 2007. Daarnaast was hij gasthoogleraar aan een groot aantal universiteiten, waaronder Harvard, de New York-universiteit en de Universiteit van Melbourne. Daarnaast was Song werkzaam als advocaat in een New Yorks advocatenkantoor.
Song was daarnaast als lid van het adviescomité van het Hooggerechtshof en het Ministerie van Justitie betrokken bij de hervorming van het Zuid-Koreaanse procesrecht. Hij is verder plaatsvervangend voorzitter van het Zuid-Koreaanse UNICEF-comité en medeoprichter van het Legal Aid Centre for Women en de Childhood Leukemia Foundation in Seoel.
In maart 2003 trad hij aan als rechter voor de beroepskamer van het Internationale Strafhof in Den Haag voor aanvankelijk een ambtduur van drie jaar. In 2006 werd hij herkozen voor een termijn van negen jaar tot 2015. Vanaf 2009 was hij daarnaast president van het hof als opvolger van Philippe Kirsch; in 2012 werd hij met een termijn van drie jaar herkozen.

## Werk (selectie)
- 1983: Introduction to the Law and Legal System of Korea, Kyung Mun Sa Pub. Co., Seoul
- 1996: Korean Law in the Global Economy, Bak Young Sa, Seoul, ISBN 89-10-50335-1
- 2004: The law of Korean civil procedure (in het Koreaans), Pakyŏngsa, Seoul, ISBN 89-10-51184-2.